# Chevrolet Celebrity

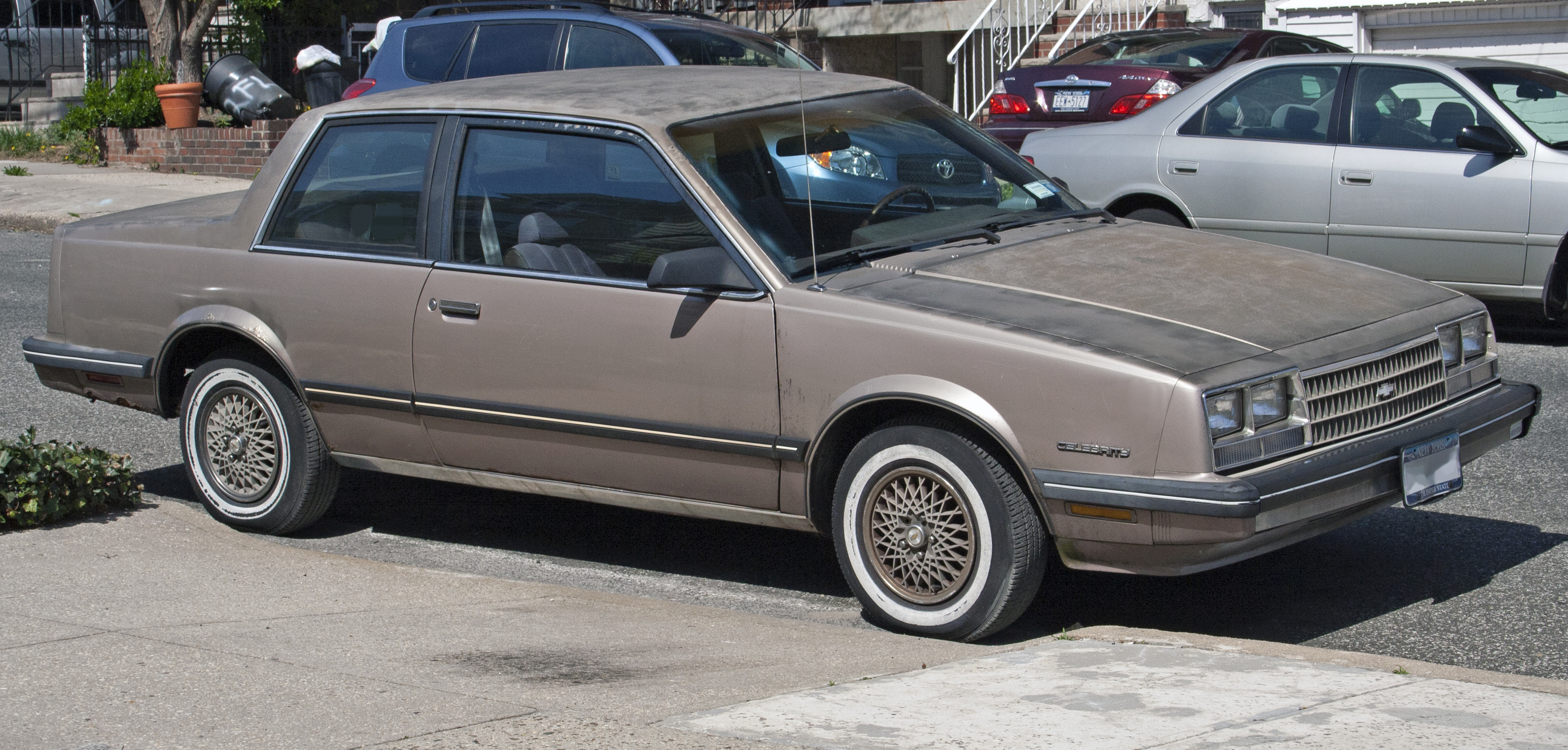
Chevrolet Celebrity coupé del 1982-1985

El Chevrolet Celebrity va ser un cotxe de tipus mid size fabricat per Chevrolet, una divisió de General Motors a les plantes d'Oshawa, Ontario i Sainte-Thérèse, Quebec del Canadà, Oklahoma City, Oklahoma, Framingham, Massachusetts als Estats Units i Ramos Arizpe, Mèxic. El Celebrity substitueix al Chevrolet Malibu.

## Història

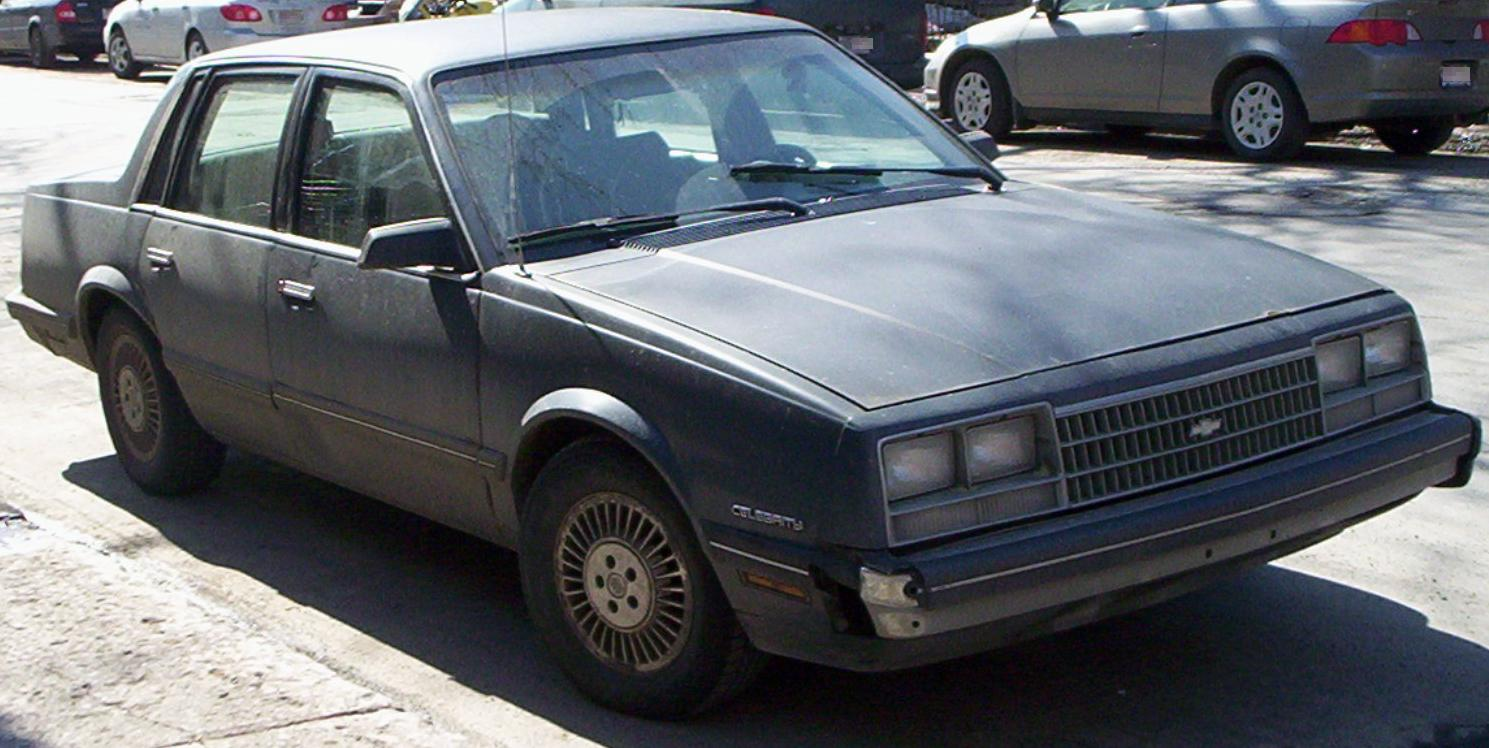
Chevrolet Celebrity del 1982-1985

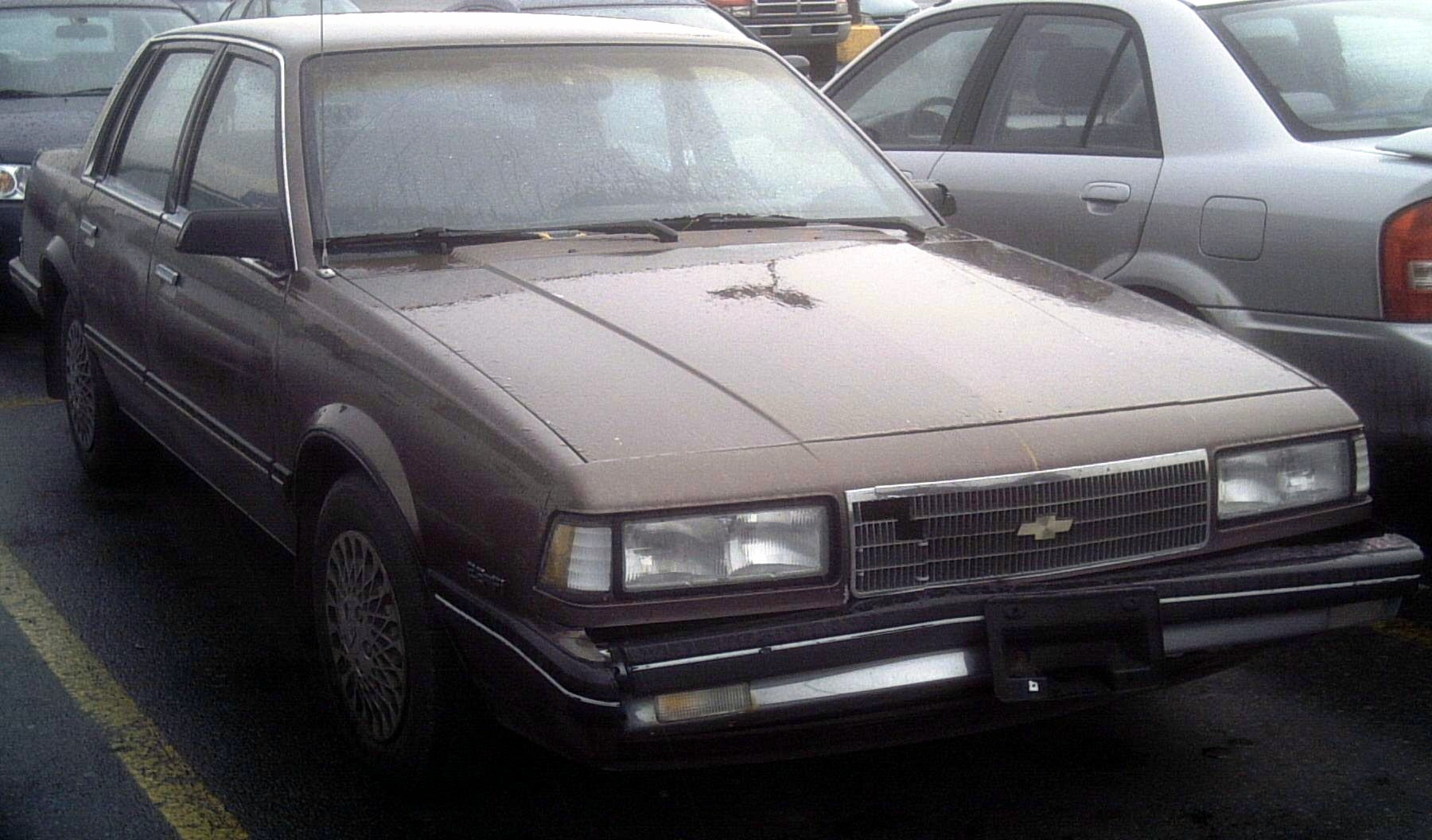
Chevrolet Celebrity del 1986-1990

Presentat el 1981 com a model del 1982, l'acceptació que va tenir al mercat el Celebrity van ser molt importants i de fet va ser el cotxe més venut als Estats Units l'any 1986.
Construït sota el xassís A de General Motors, que comparteix amb el Buick Century, Oldsmobile Cutlass Ciera i Pontiac 6000. En carrosseries, estava disponible amb una versió coupe de 2 portes, una sedan de 4 portes i una familiar (station wagon) de 4 portes, aquesta última, apareix el 1984.
En comparació al Malibu, el Celebrity tenia més espai interior, de tracció davantera i més fàcil de conduir (tots els Celebrity incorporen direcció assistida) que l'antic Malibú, encara que va haver-hi certs problemes als models del 1982.
El 1986 el Celebrity rep un restyling, que se centra en un frontal més llis i una disposició de fars posteriors més simples.
El 1988 desapareix la carrosseria coupe.
La producció del Celebrity cessa el 7 de juliol del 1989 després de comercialitzar unes unitats model 1990 amb carrosseria familiar. El Chevrolet Lumina el substitueix.
Celebrity Eurosport VR
El 1986 debuta el paquet Eurosport VR en el concept car Celebrity RS de 1986. GM va decidir canviar el nom d'aquest a "Eurosport VR" aquest consistent en una carrosería sedan de 4 portes, una familiar de 4 portes (afegit el 1987) un coupe de 2 portes (afegit el 1988), amb un disseny específic de carrosseria, llantes específiques, associats amb transmissió automàtica en el 98% de casos (encara que va haver-hi models que equipaven caixes manuals de 5 velocitats).
Aquests Eurosport VR es van fabricar a Oklahoma City, Oklahoma. El motor emprat per aquest acabat va ser un 2.8L Motor 60-Degree V6 de 125 cv.
Car and Driver en la revista d'octubre de 1987 va provar l'Eurosport VR amb caixa manual de 5 velocitats amb altres models com el Chrysler LeBaron GTS Turbo i les xifres van ser, de 0-60 mph en 9,0 s i una velocitat màxima de 118 mph @ 5600 rpm i uns consums de 19 mpg ciutat / 27 mpg carretera.

## Informació general
Mides del Celebrity:

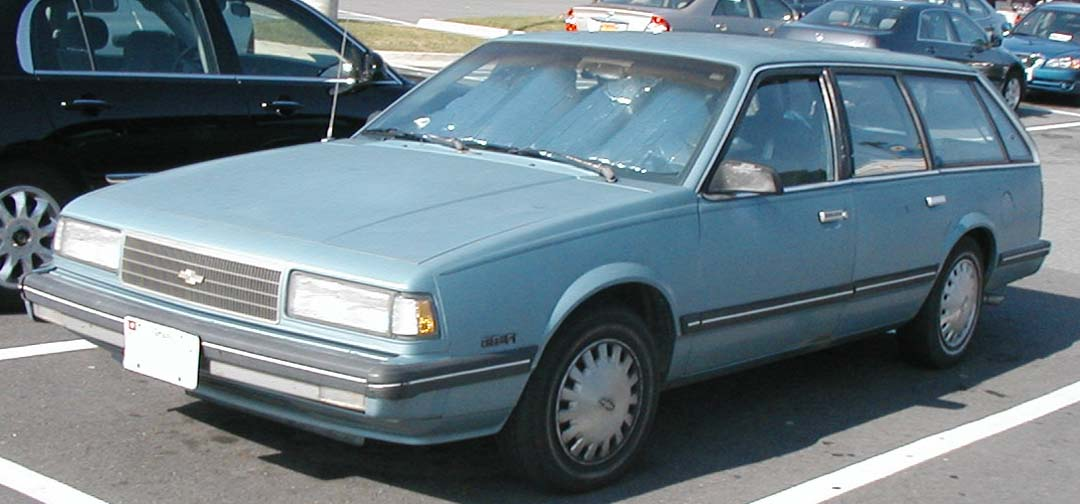
Chevrolet Celebrity familiar del 1986-1990

Batalla (Wheelbase): 2,662 m (104.8 in)
Llargada (Length): 4,782 m (188.3 in); 4,846 (190.8 in versió familiar)
Amplada (Width): 1,757 m (69.2 in)
Alçada (Height): 1,376 m (54.2 in)
Mecànicament podia elegir-se en:
- (1982-1985) 2.5L (151 in³) Iron Duke Tech 4 de 90 cv.
- (1982-1989) 2.8L (173 in³) Motor 60-Degree V6.
- (1990) 2.5L (151 in³) Iron Duke Tech 4 de 102 cv.
- (1990) 3.1L (191 in³) Motor 60-Degree V6 de 145 cv.

I en transmissions, pot elegir-se amb una manual de 4 velocitats i una altra de 5 velocitats i una única automàtica de 3 velocitats THM 125.
Rivals del Celebrity són el Ford Taurus, Mitsubishi Sigma i Plymouth Caravelle.

## Informació mediambiental
El Chevrolet Celebrity del 1985 amb un motor 2.5L (151 in³) Iron Duke Tech 4 i una transmissió automàtica de 3 velocitats té un consum de 23 mpg ciutat / 32 mpg carretera l'equivalent a 7,4 l/100 carretera i 10,2 l/100 per ciutat. Sobre emissions, el Celebrity emet 6,8 tones de CO₂ a l'atmosfera anualment.